# Neotheronia tolteca
Neotheronia tolteca là một loài tò vò trong họ Ichneumonidae.